# 민해경 vol.2
민해경 vol.2은 대한민국의 가수 민해경의 1983년 발매한 정규 4집이다. 박건호가 프로듀서로 참여한 앨범이며, 활동곡은 변명과 그대와 피아노이다.

## 앨범의 특징
민해경의 지구 전속 2집 (통산 4집) 이고, 전곡을 신곡으로 채웠다. 신인 작곡가 김재일, 김성진과 함께한 것도 이채롭다.
KBS1TV 청소년 드라마 고교생 일기 주제곡으로, 동명의 곡이 삽입되었다.

## 트랙 리스트
| #   | 제목                         | 작사   | 작곡   | 편곡 | 재생 시간 |
| --- | ---------------------------- | ------ | ------ | ---- | --------- |
| 1.  | 〈변명〉                     | 박건호 | 김재일 | 3:30 |           |
| 2.  | 〈바다와 연인〉              | 박건호 | 김성진 | 3:22 |           |
| 3.  | 〈목마른 아침〉              | 박건호 | 김성진 | 2:55 |           |
| 4.  | 〈내 마음을 알아줘요〉       | 박건호 | 김재일 | 3:06 |           |
| 5.  | 〈누가 이 비를 멈춰 주려나〉 | 박건호 | 김재일 | 3:55 |           |
| 6.  | 〈그 사람이 좋더라〉         | 박건호 | 김성진 | 2:18 |           |
| 7.  | 〈그대와 피아노〉            | 박건호 | 김재일 | 3:38 |           |
| 8.  | 〈사랑이 남긴 것〉           | 박건호 | 김재일 | 3:40 |           |
| 9.  | 〈고교생 일기〉              | 박건호 | 김재일 | 2:35 |           |
| 10. | 〈물바람〉                   | 박건호 | 김재일 | 4:25 |           |
| 11. | 〈엄마가 그리운 밤〉         | 박건호 | 김재일 | 2:52 |           |

## 같이 보기
- 민해경 디스코그래피